# Concurso Rock
Concurso Rock es un concurso de maquetas que se celebra con ocasión del festival de música alternativa Festimad, y que viene desarrollándose desde 1996 hasta 2007, con la única excepción del año 2000. El concurso permite a las bandas elegidas por un jurado especializado actuar en Festimad junto a otros grupos de renombre internacional, además de premiarles con la publicación de una de sus canciones en el disco MadTaste, que es un recopilatorio con canciones de los grupos que han pasado por Festimad, y que cuenta actualmente con 4 volúmenes.
La intención de Festimad de dar a los grupos jóvenes la oportunidad de ser conocidos supuso que en la edición de Concurso Rock de 2007 se permitiese presentarse a grupos que ya tenían un disco en el mercado o contrato discográfico en vigor, dado que, según el punto de vista de los organizadores, esto no demostraba que tuvieran asegurado un futuro en el panorama musical.